# Hånger
Hånger is een plaats in de gemeente Värnamo in het landschap Småland en de provincie Jönköpings län in Zweden. De plaats heeft 305 inwoners (2005) en een oppervlakte van 36 hectare.